# Mystic Man
《Mystic Man》은 자메이카의 음악가 피터 토시의 네 번째 스튜디오 음반이다. 1979년 롤링 스톤스 레코드와 EMI, 인텔 디플로 (자메이카)에 의해 발매되었다.
애니 리버비츠의 음반 커버 사진은 마치 기도라도 하듯 두 손으로 머리를 감싸쥐고 있는 토시의 머리를 프로필로 보여주고 있다. 그의 책 레게 위즈덤에서, 안앤 플라흘라드는 이 음반과 이전 음반인 《Bush Doctor》에서, 토시는 "치유자와 예언자"의 역할로 자신을 나타내려고 한다고 제안했다.
이 음반은 독일에서 17위, 오스트리아에서 25위, 스웨덴에서 27위, 네덜란드에서 44위, 그리고 빌보드 200에서 123위로 정점을 찍었다.
이 음반은 2002년에 5개의 보너스 트랙과 함께 재발매되었다.

## 반응
| 전문가 평가              | 전문가 평가 |
| 평가 점수                | 평가 점수   |
| 출처                     | 점수        |
| ------------------------ | ----------- |
| AllMusic                 | [ 6 ]       |
| Christgau's Record Guide | C+          |

데이브 톰슨은 이번 음반을 실망스러운 음반으로 보고 〈Jah Seh No〉와 〈Rumours of War〉를 하이라이트로 꼽았다. 《빌리지 보이스》 비평가 로버트 크리스트가우가 "신비론은 그 자신의 조언을 지켜야 합니다. 그것에 대해 자랑하고, 여러분이 상상할 수 없는 것에 대한 여러분의 경험을 가장 단순한 이데올로기로 번역합니다. 100번 중 95번은 바보처럼 들릴 것입니다. 토시의 더욱 설득력 있는 목소리 입장은 그의 바보 같은 말장난, 혼란스러운 정치-경제 이론, 햄버거와 헤로인을 섞은 그의 방정식에는 아무런 도움이 되지 않는다. 그리고 그의 음악가들은 지루한 프로 로커들이 자주 등장하는 것처럼 들립니다."

## 곡 목록
모든 곡들은 피터 토시에 의해 작사/작곡하였다.
| #  | 제목                       | 재생 시간 |
| -- | -------------------------- | --------- |
| 1. | 〈Mystic Man〉             | 5:57      |
| 2. | 〈Recruiting Soldiers〉    | 4:28      |
| 3. | 〈Can't You See〉          | 3:44      |
| 4. | 〈Jah Seh No〉             | 4:41      |
| 5. | 〈Fight On〉               | 3:22      |
| 6. | 〈Buk-In-Hamm Palace〉     | 3:49      |
| 7. | 〈The Day the Dollar Die〉 | 4:51      |
| 8. | 〈Crystal Ball〉           | 5:12      |
| 9. | 〈Rumors of War〉          | 3:30      |